# 索菲亚王后艺术歌剧院

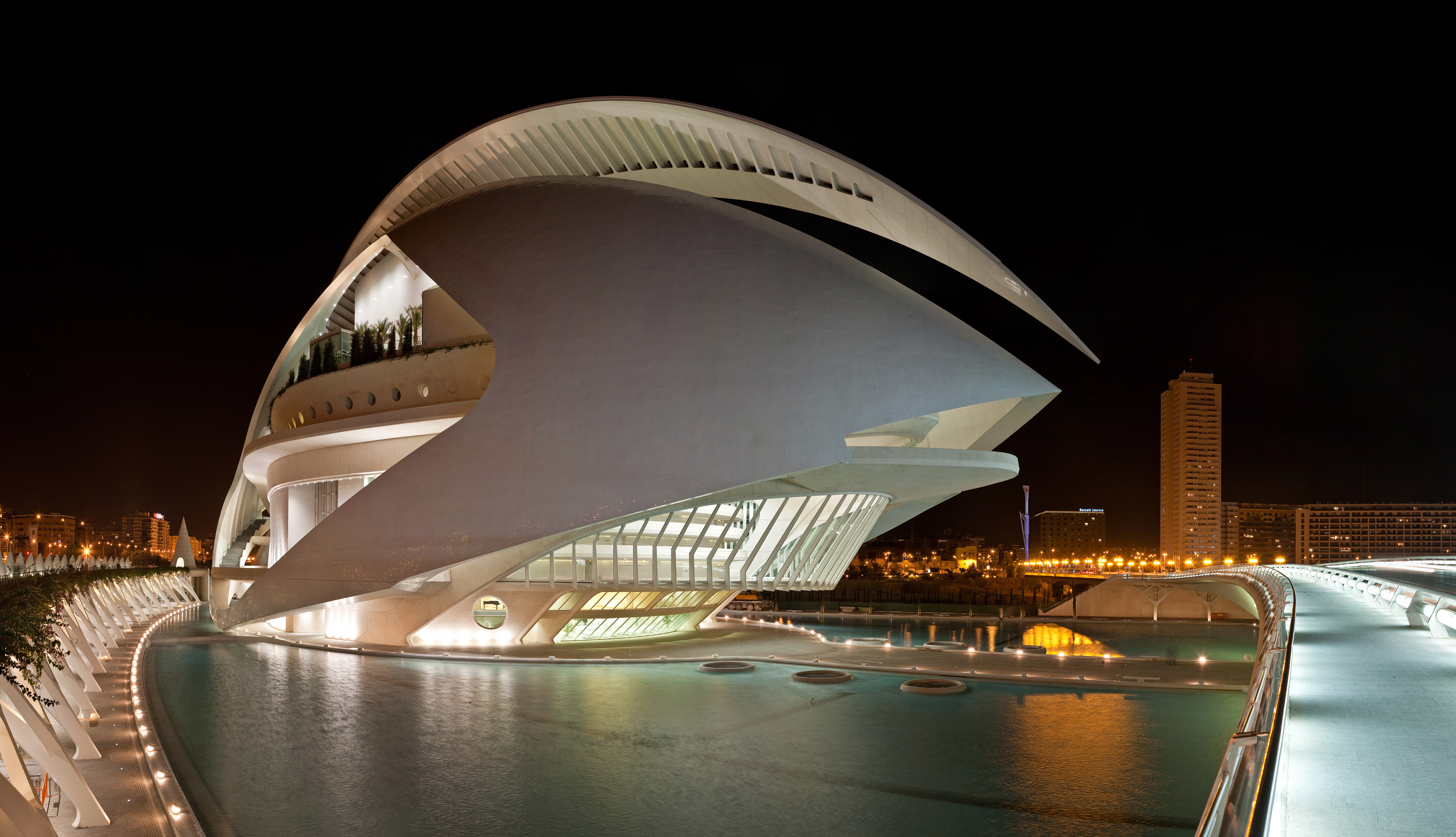
索菲亚王后艺术歌剧院

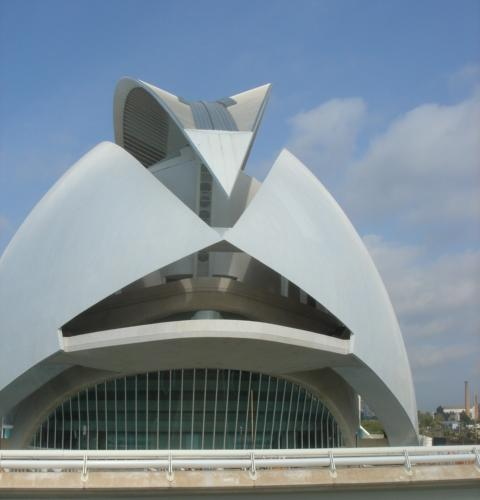
索菲亚王后艺术歌剧院（后视图）

索菲亚王后艺术歌剧院（巴伦西亚语：Palau de les Arts Reina Sofía，西班牙语：Palacio de las Artes Reina Sofía）是位于西班牙巴伦西亚的一家歌剧院与文化中心。于2005年10月8日对外开张。贝多芬的歌剧费德里奥曾于2006年10月25日在此首演。
该建筑是艺术科学城最后完工的部分，为巴伦西亚出生的知名建筑师圣地亚哥·卡拉特拉瓦所设计。建筑长230米、高75米，地上有14层、地下为3层。
39°27′28″N 0°21′20″W / 39.45778°N 0.35556°W